# زمین‌لرزه ۲۰۰۰ چین
زمین‌لرزه چین در تاریخ ۱۴ ژانویه ۲۰۰۰ میلادی، برابر با ‎۲۴ دی ۱۳۷۸، ساعت ۲۳:۳۷:۰۷ به زمان یوتی‌سی در چین رخ داد. ژرفای این زلزله ۲۴٫۹ کیلومتر بود، و بزرگی آن ۵٫۹ در مقیاس Mw اعلام شده است. زمین‌لرزه به وقت محلی در روز شنبه، ساعت ۷ روی داده و منطقه زمانی آن یوتی‌سی +۸ بوده است.
سازمان زمین‌شناسی آمریکا نیز رومرکز این زمین‌لرزه را در مختصات ۲۵°۳۶′۲۵″شمالی ۱۰۱°۰۳′۴۷″شرقی / ۲۵٫۶۰۷°شمالی ۱۰۱٫۰۶۳°شرقی و ژرفای آن را در ۳۳ کیلومتر گزارش کرده است. بزرگی برگزیدهٔ این سازمان از میان بزرگیهای محاسبه‌شدهٔ مختلف ۵٫۹ در مقیاس Mw بوده و از دید اثر، در میان چهار دسته‌بندی «نامحسوس»، «محسوس»، «زیان‌آور» یا «با تلفات»، زلزله را «با تلفات» اعلام کرده است. بیش از ۴۱۰۰۰ ساختمان در زمین‌لرزه خراب شده است.
پروژهٔ «تنسور گشتاور مرکزوار» زاویه‌های (راستا، شیب، ریک) گسل سازندهٔ زمین‌لرزه و صفحه عمود بر آن را (°۲۷، °۷۸، °۶-) یا (°۱۱۸، °۸۴، °۱۶۸-) و نوع گسل را«امتدادلغز» فرا رسانده است.
شمار کشتگان زلزله حدود ۷ نفر بوده است. تعداد زخمیان ۲۵۲۸ نفر برآورده شده است. بی‌خانمان شدگان نیز ۹۲۴۷۹ نفر اعلام شده است.